# Warren Kole
Pour les articles homonymes, voir Kole (homonymie).
Warren David Blosjo Jr., connu sous le nom de Warren Kole, est un acteur américain, né le 23 septembre 1977 à San Antonio au Texas.
Il est notamment l'interprète de l'agent du LAPD Wes Mitchell dans la série télévisée Wes et Travis (Common Law).

## Biographie
Il est né à San Antonio au Texas et il a passé une plus grande partie de sa vie à Washington D.C. Il a suivi une formation de théâtre à l'Université de Boston au Massachusetts. Il commença sa carrière d'acteur dans des théâtres locaux.
Il vit actuellement à la Nouvelle Orléans et à Los Angeles.

## Filmographie

### Cinéma

#### Longs métrages
- 2004 : Love Song de Shainee Gabel : Sean
- 2004 : Company K de Robert Clem : Pvt. Jakie Brauer
- 2005 : One Last Thing... de Alex Steyermark : Bo
- 2007 : Cougar Club de Christopher Duddy : Marshall Hogan III
- 2010 : Mother's Day de Darren Lynn Bousman : Addley Koffin
- 2012 : Avengers de Joss Whedon : Carrier BridgeTechs
- 2013 : Game of Assassins de Matt Eskandari : David

### Télévision

#### Séries télévisées
- 2003 : New York 911 (Third Watch) : Tommy Sheperd (épisode 11, saison 5)
- 2005 : Into the West (Mini-série) de Steven Spielberg : Robert Wheeler jeune (2 épisodes)
- 2005 : New York, cour de justice : Justin Birch (1 épisode)
- 2006 : Les Maîtres de l'horreur : l'autostoppeur (épisode 11, saison 1)
- 2007 : Médium : Wesley King (1 épisode)
- 2008 : Les Experts Miami : Russell Brooks (1 épisode)
- 2009 : 24 heures chrono : Brian Gedge (7 épisodes)
- 2009 : Mental : Rylan Moore (5 épisodes)
- 2009 : Cold Case : Affaires classées : Grady Giles (1 épisode)
- 2009 : NCIS : Los Angeles : Air Force Captain Pete Briggs (épisode 3, saison 1)
- 2010 : Rizzoli et Isles : Sumner Fairfield (épisode 5, saison 1)
- 2011 : The Chicago Code : Ray Bidwell (5 épisodes)
- 2012 : Wes et Travis : Wesley « Wes » Mitchell (12 épisodes)
- 2013 : The Following : Roderick (6 épisodes)
- 2013 : Person of Interest : Ian Murphy (1 épisode)
- 2013 : FBI : Duo très spécial : David Siegel (agent spécial) épisodes 1, 2, 3, saison 5)
- 2014 : Stalker : Trent Wilkes épisodes 3, 6, 8, 14 et 20, saison 1)
- 2016 - 2018 : Shades of Blues : Robert Stahl (35 épisodes)
- 2016 : Blue Bloods : Thomas Sculley (1 épisode)
- 2020 : The Wilds : Dave Goodkind (épisode 8, saison 1)
- 2021-...: Yellowjackets : Jeff Sadecki
- 2022 : The Terminal List : l'agent du NCIS Josh Holder (2 épisodes)

#### Téléfilms
- 2008 : Inseparable de ? : Reed Farber
- 2010 : Nomads de Ken Sanzel : Ryker
- 2014 : Salvation de Jeffrey Reiner : Jacob

### Doublage
- 2016 : Uncharted 4: A Thief's End : Rafe Adler (capture de mouvement et voix originale)
- 2022 : Call of Duty: Modern Warfare II : Phillip Graves (capture de mouvement et voix originale)

## Voix françaises
En France, Yoann Sover et Sylvain Agaësse sont les voix régulières de Warren Kole,. En parallèle, Stéphane Pouplard et Mathias Kozlowski l'ont doublé à deux reprises.
| - Yoann Sover dans : - 24 Heures chrono (série télévisée) - Mental (série télévisée) - Rizzoli and Isles (série télévisée) - Mother's Day - The Chicago Code (série télévisée) - Sylvain Agaësse dans (les séries télévisées) : - Wes et Travis - FBI : Duo très spécial - Blue Bloods - Why Women Kill - Yellowjackets | - Mathias Kozlowski dans (les séries télévisées) : - Into the West - The Terminal List - Stéphane Pouplard dans (les séries télévisées) : - Les Experts : Miami - Stalker Et aussi - Fabien Jacquelin dans Cougar Club - Alexandre Gillet dans Médium (série télévisée) - Denis Laustriat dans NCIS : Los Angeles (série télévisée) - Vincent Ropion dans Shades of Blue (série télévisée) - Rémi Bichet dans Following (série télévisée) |